# ケイマン諸島の法
ケイマン諸島の法（けいまんしょとうのほう：英 the law of the Cayman Islands）は、コモン・ローと成文の法律から成っており、主としてイングランド法を基礎とするものである。
ケイマン諸島の法は、とても古いものととても新しいものから成っている。有数のオフショア金融センターとして、ケイマン諸島は、会社法、倒産法、銀行法、信託法、保険法その他関連する事項については、極めて現代的な制定法を有する。しかしながら、家族法のような法分野については、ケイマン諸島の法律は、現代においては問題を生じさせ得るような古いイングランドの法律を基礎としている。国際法などの法分野については、基本的には、枢密院勅令により、ロンドンの外務・英連邦省を通じて外部から規制されている。ケイマン諸島の法の大部分はコモン・ローにより構成されているが、これは、ケイマン諸島や他の英米法諸国における判例を通じて継続的に発展している。 
ケイマン諸島はイギリスの属領である。現地の立法府および裁判所はイギリスから独立しているものの、イギリス政府がケイマン諸島のためにあらゆる国際関係を処理する。また、ケイマン諸島は、国際連合において別個の議決権を有しない。